# Abram, Bihor
Abram (în maghiară Érábrány) este satul de reședință al comunei cu același nume din județul Bihor, Crișana, România.

## Istoric
Localitatea Abram este menționată pentru prima oară în 1291 ca villa Abram. 
Denominație și datare documentară: 1291 villa Abram, 1397 Monustorusabram, 1412 Monostorosabraham, 1454 Monostorosabran, 1625 Monostoros Abram, 1632 Felseö Abram, 1692 Veilse Abrahamb, 1808 Abrámul de Szusz, 1828, 1851 Felseö Abrány, 1913 Érábrány.

## Personalități
- Francisc Hubic (1883-1947), dirijor, compozitor și canonic român unit,
- Aloisiu Vlad (1822-1888), politician român, deputat în Parlamentul din Budapesta, judecător la Tabla Regească (instanța supremă a Ungariei).

## Vezi și
- Biserica fostei mănăstiri premonstratense din Abram

## Galerie de imagini

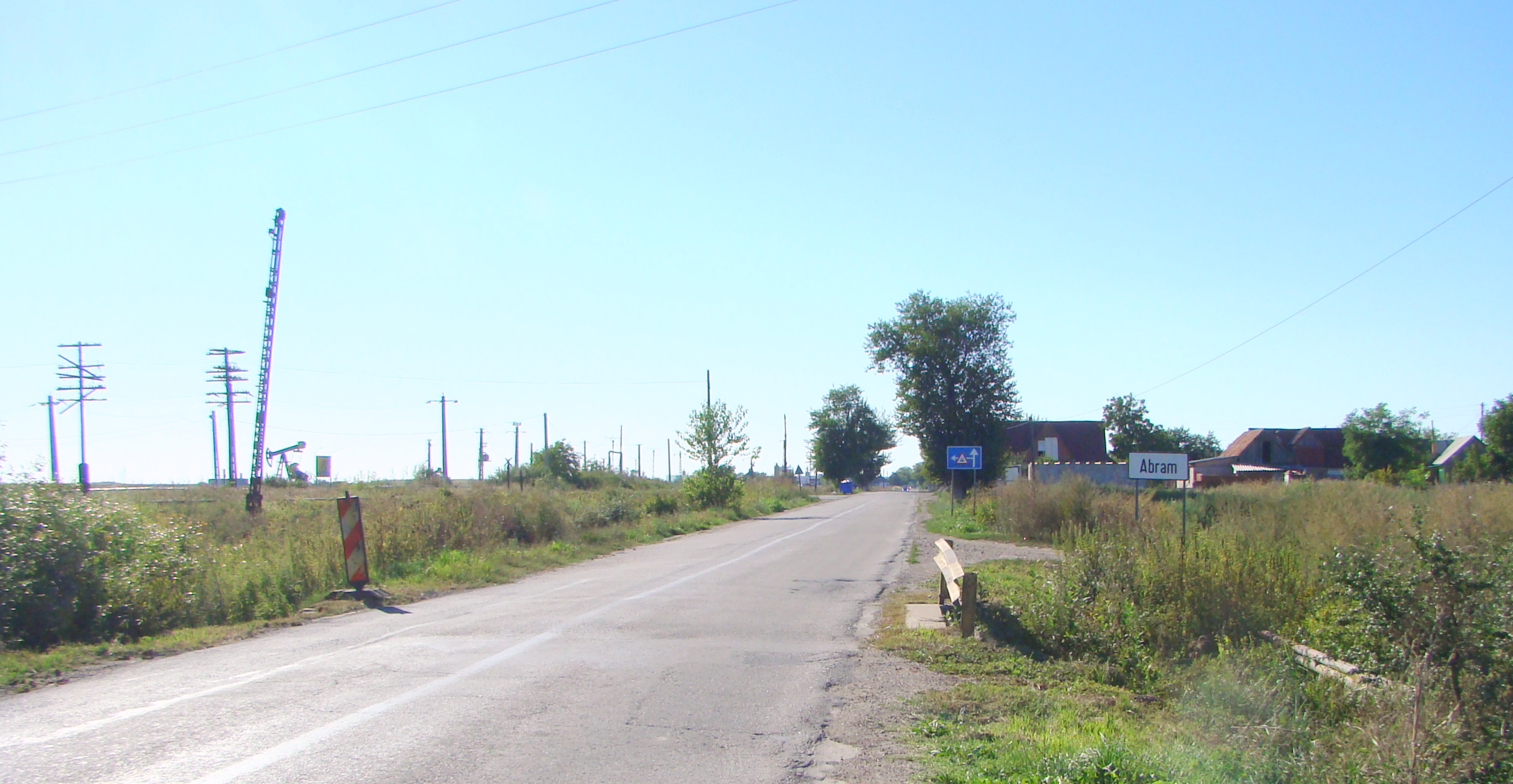
Intrarea în localitate
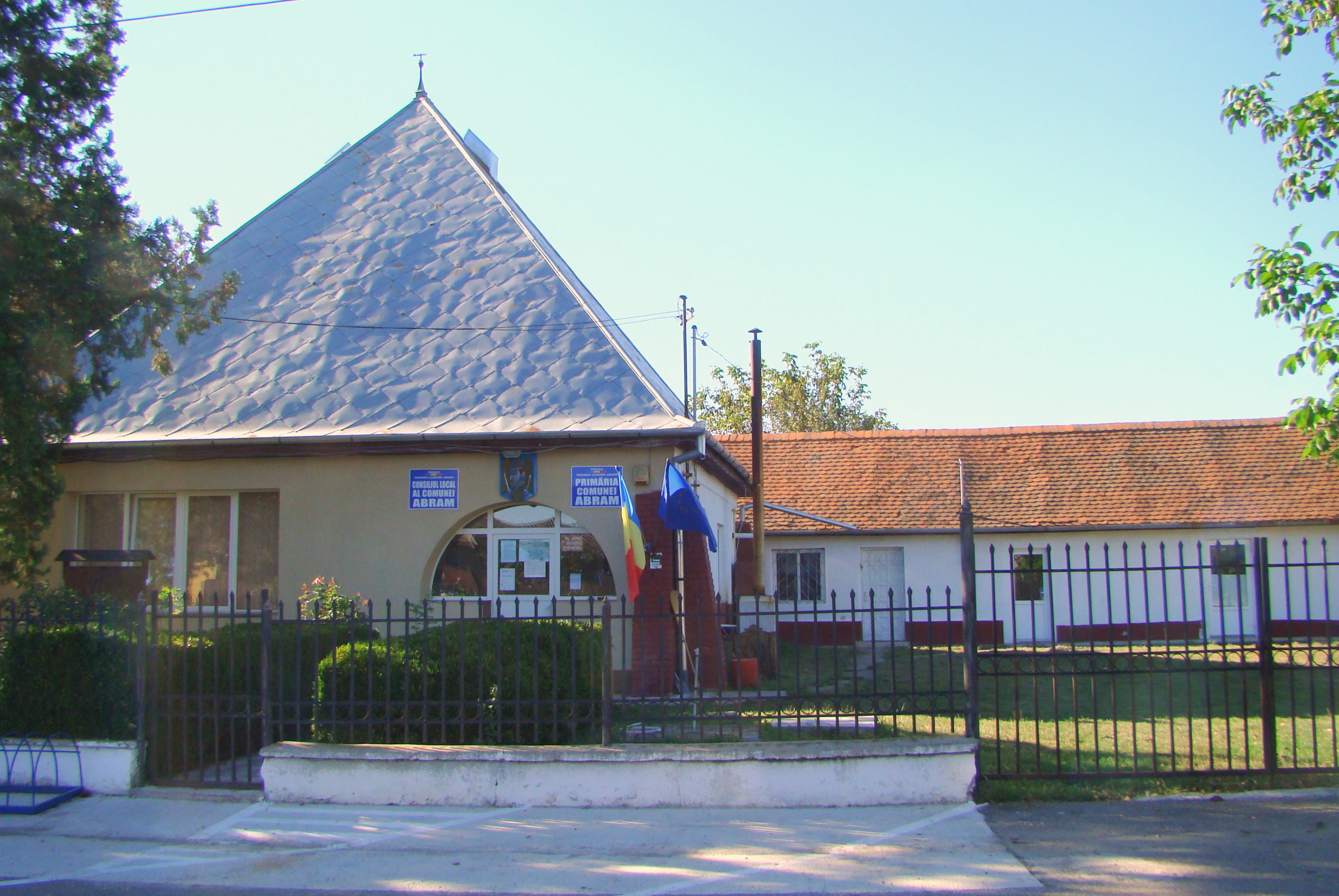
Primăria Abram
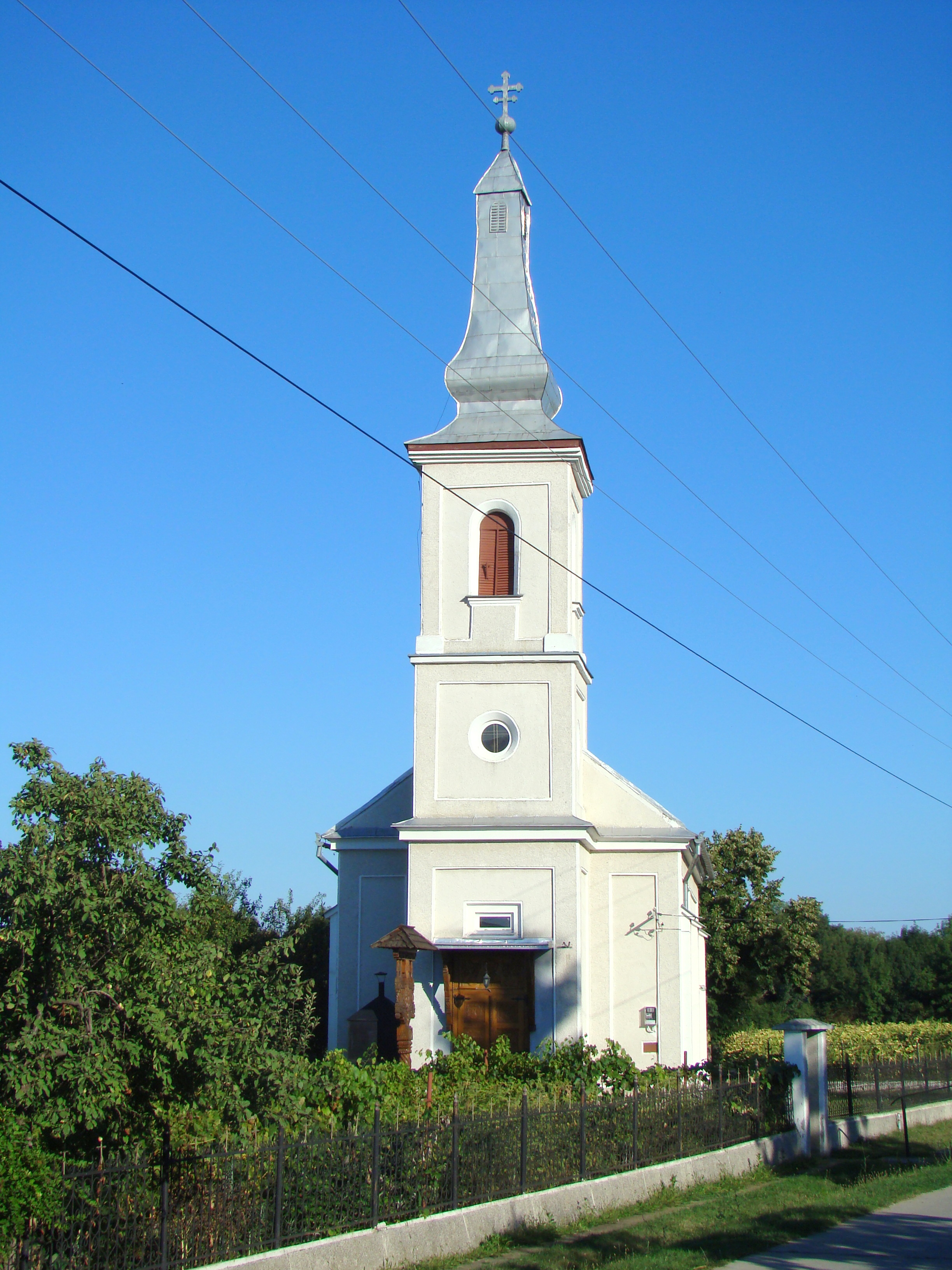
Biserica ortodoxă „Sfântul Ierarh Nicolae” (1892)
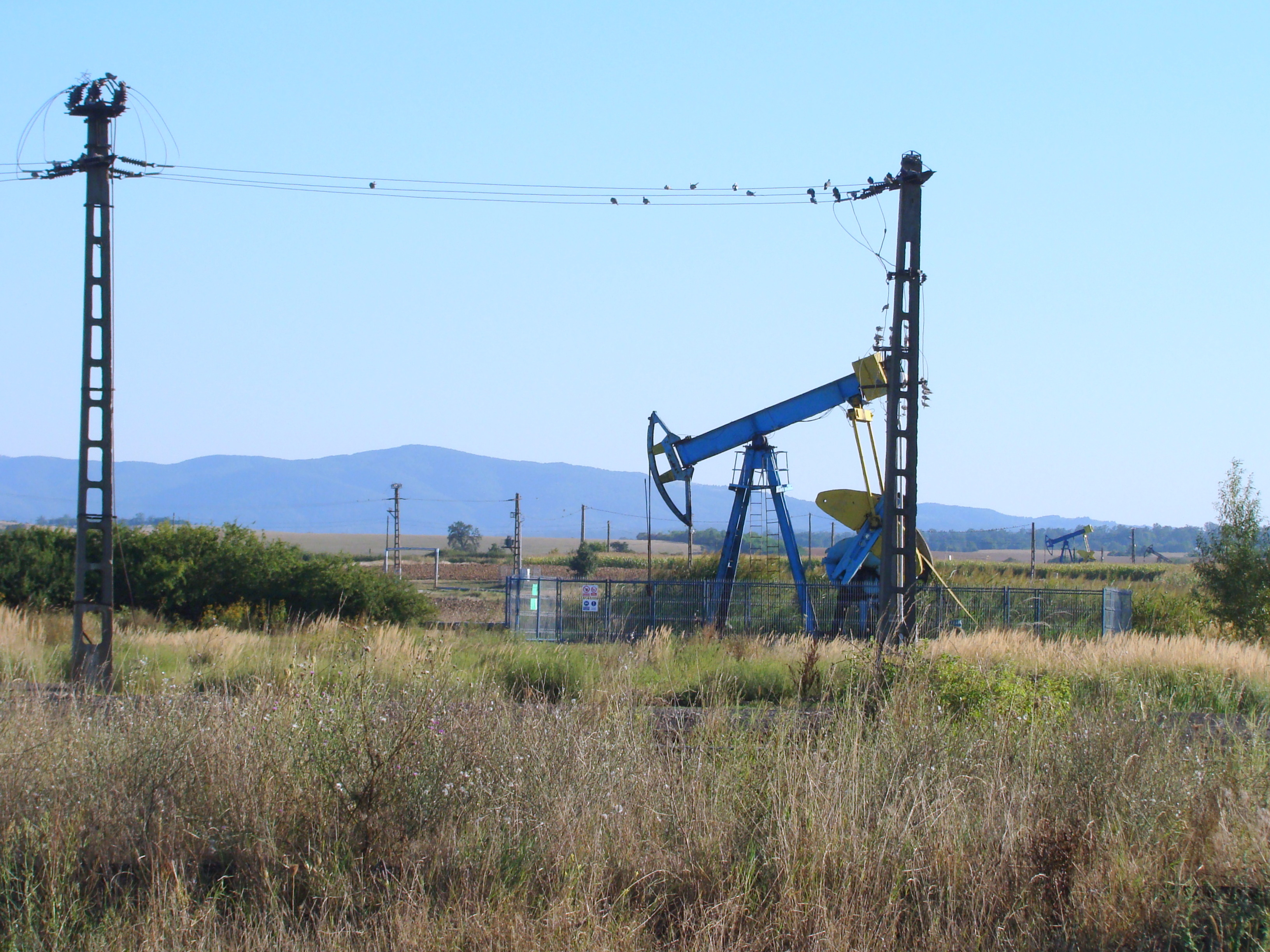
Sondă de petrol
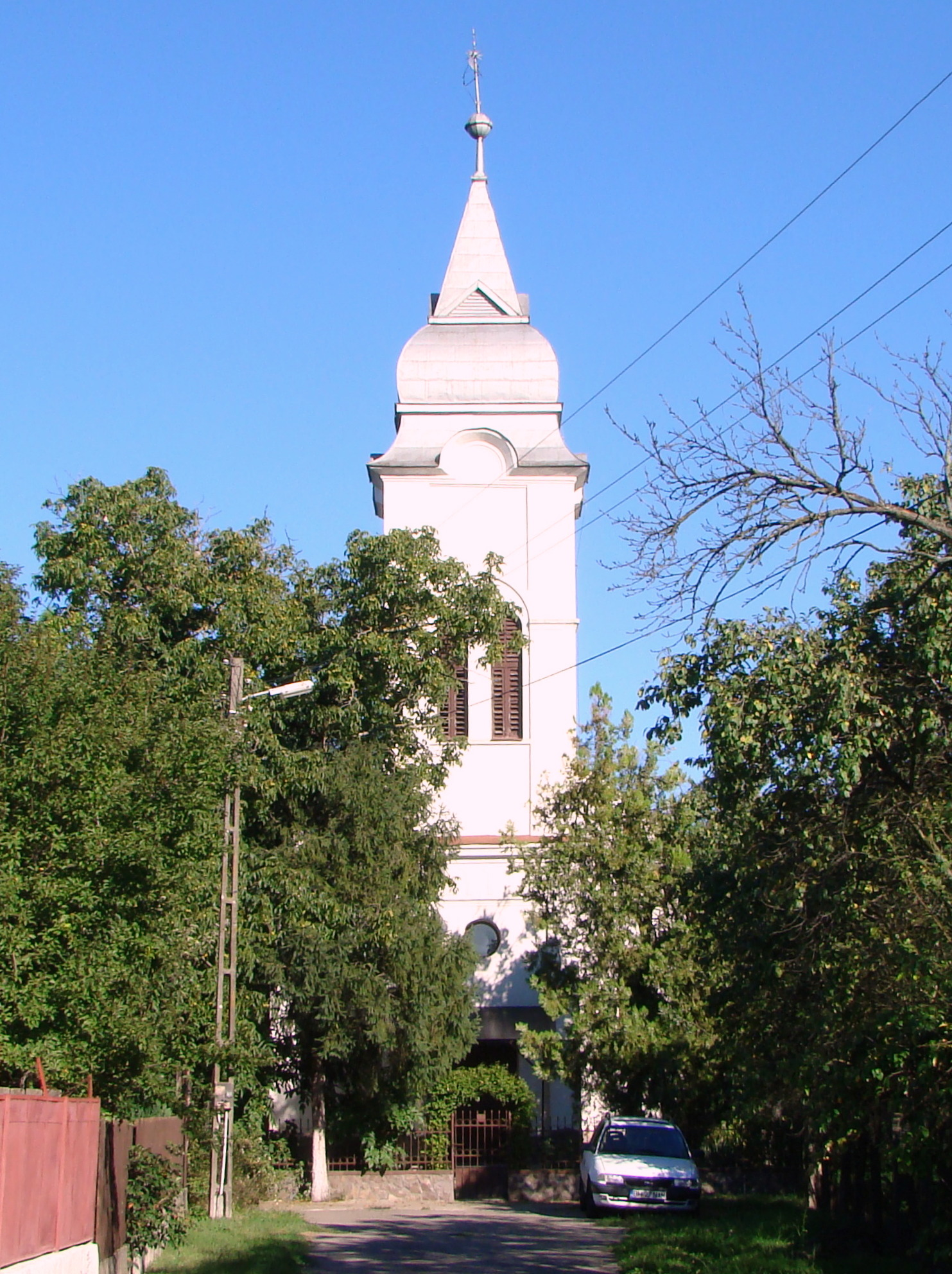
Biserica reformată
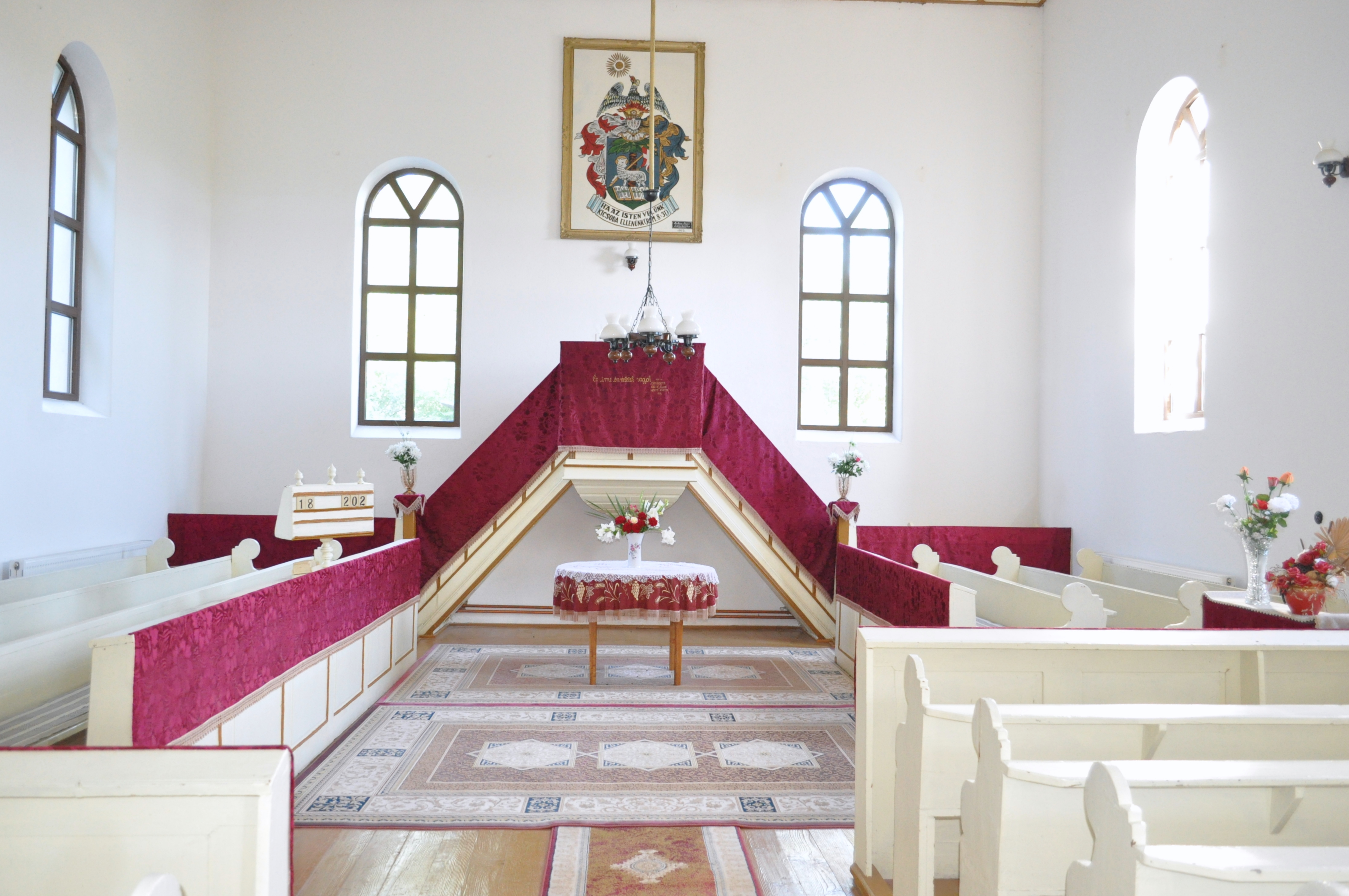
Biserica reformată (interior)
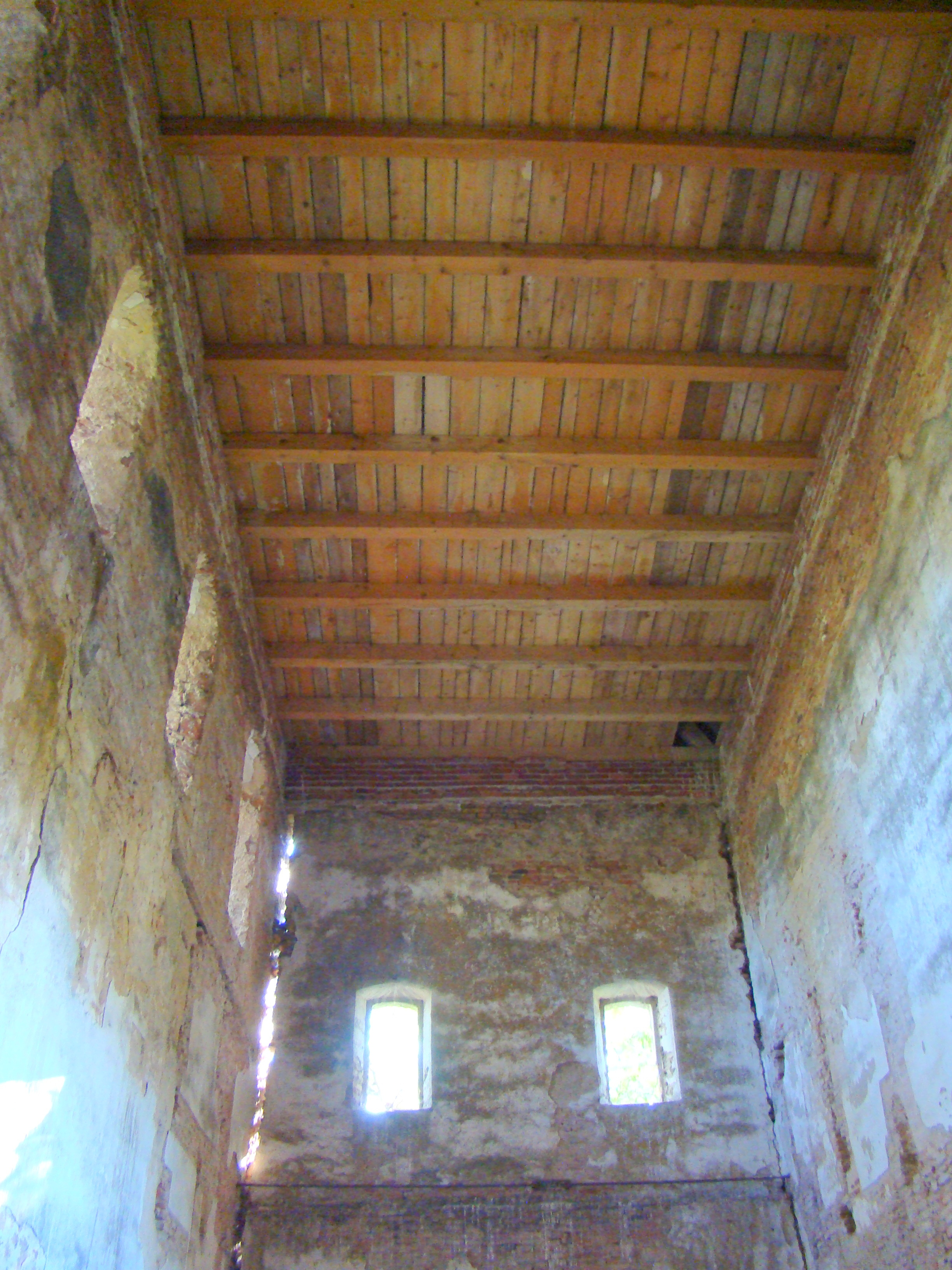
Biserica fostei mănăstiri premonstratense (monument istoric)